# Ченла
Че́нла (кхмер. ចេនឡា [ceːnlaː], Тянлап (вьет. Chân Lạp)) — раннее мон-кхмерское государство, располагавшееся на территории современных Камбоджи, Вьетнама, Лаоса и Таиланда. Неизвестно, функционировала ли Ченла в качестве единого государства или это всё-таки заблуждение китайских хронистов. В настоящее время большинство исследователей считают, что под этим названием упоминается множество разрозненных и эфемерных княжеств.

## Название на других языках
На китайском языке: в «Суй шу» — Чжэньла (真臘 Zhēnlà); в «Тан шу» — Цзиме (吉蔑 Jímiè) или Гэме (閣蔑 Gémiè), как транскрипция кхмерского слова ខ្មែរ (kʰmae); во времена империи Сун — Чжэньла (真臘 Zhēnlà).

## История

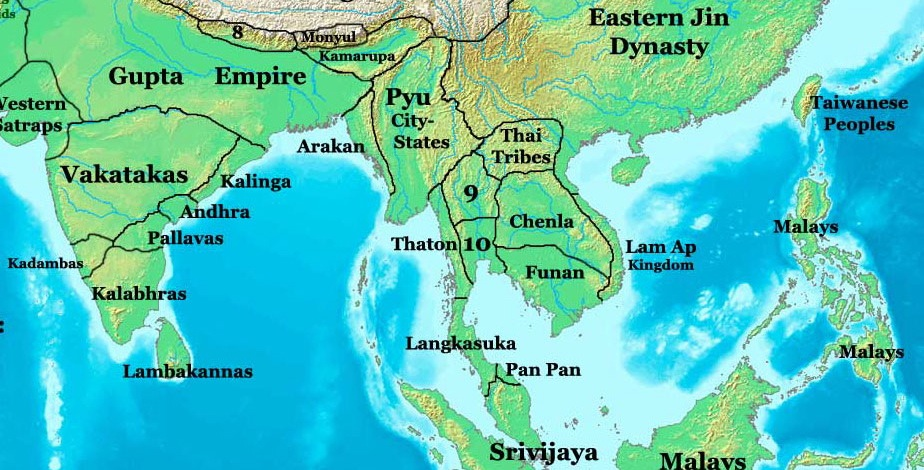
Ченла (Chenla) и Бапном (Funan) в 400 г.

В середине VI века Ченла была вассалом Бапнома (Фунани), однако к концу века достигла независимости и в конечном счёте завоевала всю её территорию, абсорбировав её народы и культуру. Ослабление Фунани в этот период может во многом объясняться закатом Римской империи и, вследствие этого, уменьшением объёма торговых контактов между Средиземноморьем и суйским Китаем.
При сыне Читрасены, Ишанавармане I (правил ок. 612—628), в 613 году была построена новая столица — Ишанапура, её описание содержится, в частности, в «[Официальной] истории [династии] Суй» («Суй шу», цзюань 82).
Впоследствии Ченла разделилась на два государства: Северное («Ченла Земли») и Южное («Ченла Воды»). Центр Ченлы Земли находился на территории нынешней лаосской провинции Тямпасак, в то время как дельта Меконга и побережье принадлежали Ченле Воды.

## Правители
Список приводится по книге «Кхмеры».
- 580—598: Бхававарман I
- 598—615: Махендраварман
- 615—после 637 : Ишанаварман I
- ок. 637—?: Бхававарман II
- ок. 657—681 или после 691: Джаяварман I
- 713[7]: Джаядеви (королева)
- (Бхававарман III?)

## Цари Ченлы
- 550—555 : Шрутаварман
- 555—560 : Шрестхаварман II
- 560—575 : Вираварман
- 575—580 : Камбуджа-рая Лакшми (королева)
- 580—598 : Бхававарман I
- 598—610 : Махендраварман
- 611—628 : Ишанаварман I
- 635—657 : Бхававарман II
- 657—681 : Джаяварман I
- 681—713 : Джаядеви (королева)
- 716—730 : Пушкаракша
- 730—760 : Шамбхуварман
- 760—780 : Раджендраварман I
- 780—781 : Махипативарман
- 781—800 : (неизвестно).